# 乌都河
乌都河，位于中国贵州省西部，是北盘江右岸支流，发源于盘州市丹霞镇的木龙村，东北流经盘州市水塘、板桥社区称索桥河，于英武镇右纳卡舍河后称罗细河，成为盘州市、普安县界河。在盘州市羊场布依族白族苗族乡小河口村左纳小坝河后称上寨大河，于普安县盘水街道右纳大桥河后称半河，入洞成为伏流，于普安县兴中镇田边寨露出地面称格所河，至毛虫后成为普安县和水城县的界河，最后于水城县花嘎苗族布依族彝族乡的牛滚塘注入北盘江。全长106千米，总落差820米，流域面积1997平方千米。